# Митрева къща
Митревата къща (на македонска литературна норма: Митрева куќа) е къща в град Охрид, Северна Македония. Сградата е обявена за значимо културно наследство на Северна Македония.

## История
Къщата е разположена на улица „7-ми ноември“ № 1, на самия площад със Стария чинар. Изградена е в 1912 година за Стоян Митрев от неизвестни майстори, като е използван архитектурният проект на строящата се по същото време гимназия.

## Архитектура
Сградата има сутерен, приземие и етаж. На приземието и етажа има жилищни помещения. Сутеренът е каменен, външните стени на приземието са каменни, а вътрешните тухлени, а на етажа външните са тухлени, а вътрешните паянтова конструкция за намаляване на теглото. Междуетажната и покривната конструкция е дървена. Сградата има подчертана симетрия, хармонично разпределени прозоречни отвори, пиластри с капители и друга орнаментика, характерна за класическия академизъм. Над прозорците, особено на източната фасада, има орнаменти в кафяво. Фасадата завършва с венец, а над вратата има декоративен елемент от ковано желязо.